# Stejaru (Ion Creangă), Neamț
Stejaru este un sat în comuna Ion Creangă din județul Neamț, Moldova, România.
Sat Stejar(Averesti de Jos), component al comunei Ion Creanga.
Este asezat pe valea Leorda,Brateasca si a paraului Stejaru.Satul este inconjurat de dealuri,in forma de amfiteatru.In sat s-a construit in anul 2004 o biserica noua.Lacasul de cult are hramul "Sfintii Imparati Constantin si Elena".

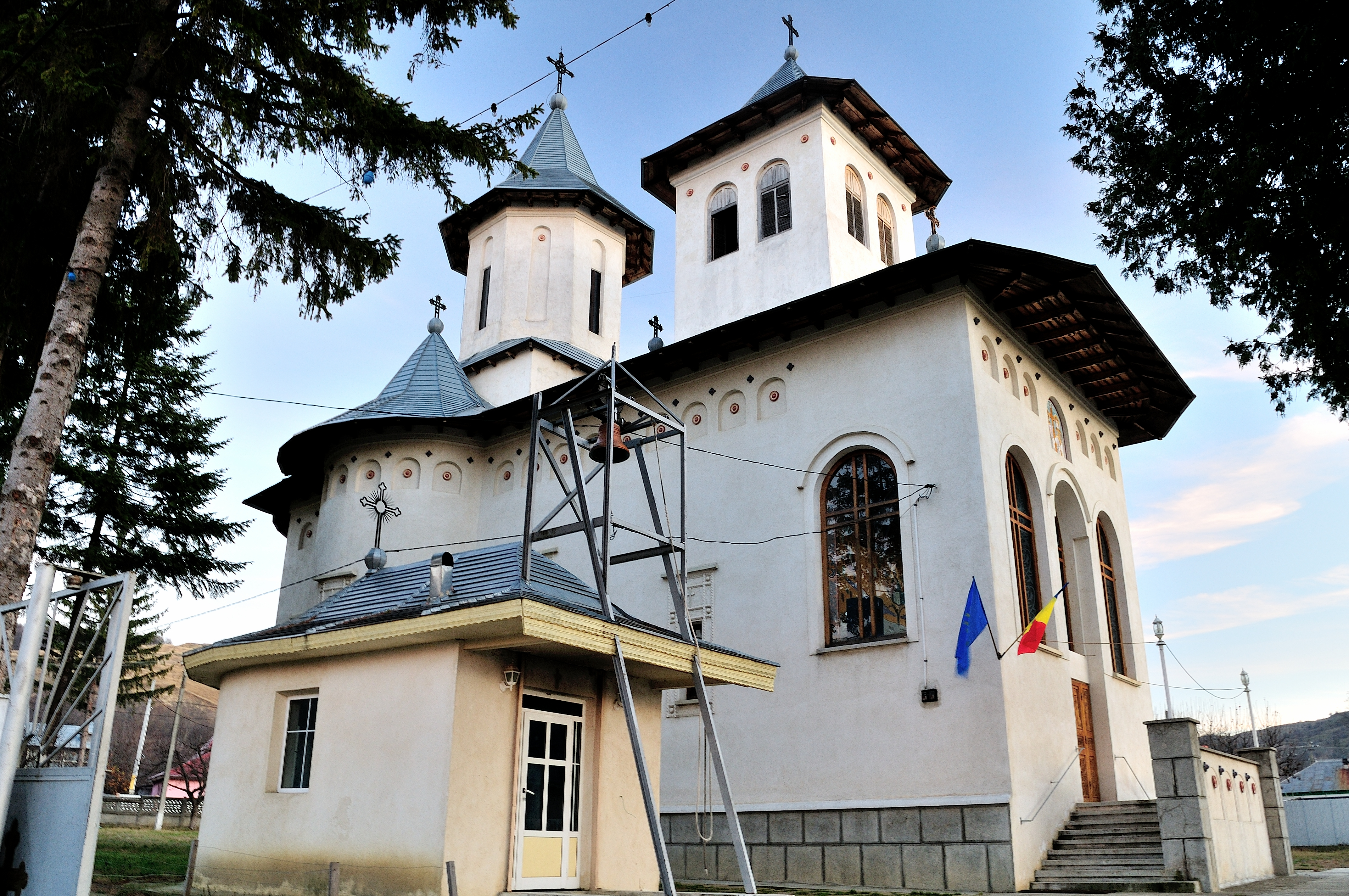
Biserica "Sfintii Imparati Constantin si Elena".din satul Stejarul,Comuna Ion Creanga,Neamt,Romania,construita si data in folosinta in anul 2004.